# 黑冠鹃鵙
黑冠鹃鵙（学名：Coracina longicauda）是山椒鸟科鸦鹃鵙属的一种。分布于印度尼西亚和巴布亚新几内亚。其自然栖息地为亚热带或热带的湿润山地。
种加词 longicauda 意为“长尾的”。